# Hans Effenberger
Pour les articles homonymes, voir Effenberger.
Hans Effenberger (né Jan Śliwiński le 5 mai 1884 à Vienne, Autriche-Hongrie; mort le 31 juillet 1950 à Varsovie, Pologne) fut un écrivain, compositeur, chanteur, traducteur et le fondateur d'une galerie d'art parisienne qui fut influente en son temps, Au sacre du printemps.

## Biographie
Né Jan Śliwiński et fils d'un peintre et lithographe, mais adopté par le couple Effenberg, il conserva ce dernier nom jusqu'en 1914 puis opta pour Śliwiński ou Śliwiński-Effenberger. Il étudia à Berlin et Prague et travailla sur Nikolaus Lenau et la musique. Entre 1908 et 1913, il travailla dans des bibliothèques de Prague et de Vienne. Il traduisit aussi des poèmes de Rabindranath Tagore, parmi lesquels certains furent mis en musique par Alexander Zemlinsky (Lyrische Symphonie, 1923) et d'autres par Walter Lang (Liebesmusik, 1932).
Hans Effenberger épousa la gouvernante irlandaise des enfants de Tomáš Masaryk,
Hans Effenberger partit pour Paris en 1922, et il ouvrit au 5 rue du Cherche-Midi une librairie, puis une galerie, Au sacre du printemps. On put y voir les premiers travaux de Kiki de Montparnasse, André Kertész et Berenice Abbott. En 1928 il créa l'exposition Le surréalisme, existe-t-il ? avec des œuvres de Max Ernst, André Masson, Joan Miró, Francis Picabia, Georges Malkine et Yves Tanguy. En 1929, la galerie fut reprise par Jeanne Bucher.

## Sources de la traduction
- (de) Cet article est partiellement ou en totalité issu de l’article de Wikipédia en allemand intitulé « Hans Effenberger » (voir la liste des auteurs).